# Berberis khorasanica
Berberis khorasanica là một loài thực vật có hoa trong họ Hoàng mộc. Loài này được Browicz & Ziel. mô tả khoa học đầu tiên năm 1975.